# 마성초등학교
마성초등학교는 대한민국 경기도 용인시 기흥구에 있는 공립 초등학교이다.

## 학교 연혁
- 2002. 01. 14 마성초등학교 설치(조례 제3163호) 11학급, 학생수 290명
- 2003. 02. 28 18학급 교사 준공(본관 3층, 후관 2층)
- 2003. 03. 01 마성초등학교 개교(7학급 217명)  초대 심문자 교장 부임
- 2003. 03. 07 11학급 편성(276명)
- 2003. 05. 05 27학급 교사 및 부대시설 완공(본관4층, 후관3층)
- 2003. 11. 05 제1회 개교기념식
- 2004. 01. 15 마성초등학교병설유치원 설치(조례 제3312호)
- 2004. 02. 19 제1회 졸업식(43명 졸업)
- 2004. 03. 01 12학급 편성(415명)
- 2004. 03. 09 유치원 개원식 및 취원식(28명 취원)
- 2004. 03. 22 13학급 편성
- 2005. 02. 19 제2회 졸업식(75명 졸업)
- 2005. 03. 01 12학급 편성(428명)
- 2006. 02. 18 제3회 졸업식(57명 총175명)
- 2006. 03. 01 제2대 이강효 교장 부임
- 2007. 02. 15 제4회 졸업식(59명 총234명)
- 2007. 03. 01 12학급 편성(413명)
- 2008. 02. 14 제4회 병설유치원 졸업(33명 총128명)
- 2008. 02. 19 제5회 졸업(57명 총271명)
- 2008. 03. 01 제3대 정환기 교장 부임
- 2008. 03. 01 12학급 편성(391명), 병설유치원학급(33명)
- 2009. 02. 17 제6회 졸업(68명 총 339명)
- 2009. 03. 01 12학급 편성(348명), 병설유치원 1학급 편성(29명)
- 2010. 02. 10 제6회 병설유치원 졸업(27명 총177명)
- 2010. 02. 11 제7회 졸업(72명 총 411명)
- 2010. 03. 01 12학급 편성(320명), 병설유치원 1학급 편성(29명)
- 2011. 02. 15 제7회 병설유치원 졸업(27명 총204명)
- 2011. 02. 16 제8회 졸업(59명 총 470명)
- 2011. 03. 01 특수학급 1학급 신설
- 2011. 03. 01 13학급편성(314명), 병설유치원 1학급 편성(21명)
- 2011. 03. 01 경기도교육청지정 과학교육 선도학교(2011.03.01 ~ 2014.02.28)
- 2012. 02. 13 제8회 병설유치원 졸업(24명 총229명)
- 2012. 02. 14 제9회 졸업(57명 총 526명)
- 2012. 03. 01 제4대 정규현 교장 부임
- 2012. 03. 01 13학급 편성(306명), 특수학급 포함, 병설유치원 1학급 편성(25명)
- 2013. 02. 14 제9회 병설유치원 졸업(27명 총256명)
- 2013. 02. 15 제10회 졸업(57명 총 584명)
- 2013. 03. 01 13학급 편성(293명), 특수학급 포함, 병설유치원 1학급 편성(27명)
- 2014. 02. 13 제10회 병설유치원 졸업(27명 총283명)
- 2014. 02. 14 제11회 졸업(48명 총 632명)
- 2014. 03. 01 13학급 편성(263명)특수학급 포함,병설유치원 1학급 편성(26명)
- 2015. 02. 12 제11회 병설유치원졸업(25명 총308명)
- 2015. 02. 13 제12회 졸업(36명 총 668명)
- 2015. 03. 02 13학급 편성(265명) 특수학급 포함, 병설유치원 1학급 편성(26명)